# Zadwórze (Ukraina)
Zadwórze (ukr. Задвір'я, Zadwirja) – wieś na Ukrainie, w obwodzie lwowskim, w rejonie złoczowskim (do 2020 roku do rejonie buskim), ok. 34 km na północny wschód od Lwowa. W 2013 roku liczyła 1736 mieszkańców.

## Historia
Pierwsze wzmianki o Zadwórzu pochodzą z roku 1451.
17 sierpnia 1920 roku miała tu miejsce krwawa bitwa pomiędzy oddziałem 330 polskich Obrońców Lwowa pod dowództwem kpt. Bolesława Zajączkowskiego, a przeważającymi siłami bolszewickiej 1. Armii Konnej Siemiona Budionnego. Jako jedna z nielicznych w historii Polski otrzymała miano polskich Termopil.
W II Rzeczypospolitej miejscowość była siedzibą gminy wiejskiej Zadwórze w powiecie przemyślańskim, w województwie tarnopolskim. Przed 1939 istniał polski Dom Parafialny (ks. Franciszek Wójcicki).

## Zabytki
- murowany dwór wybudowany około 1790 r. w stylu klasycystycznym przez Leopolda Bochdana[4].

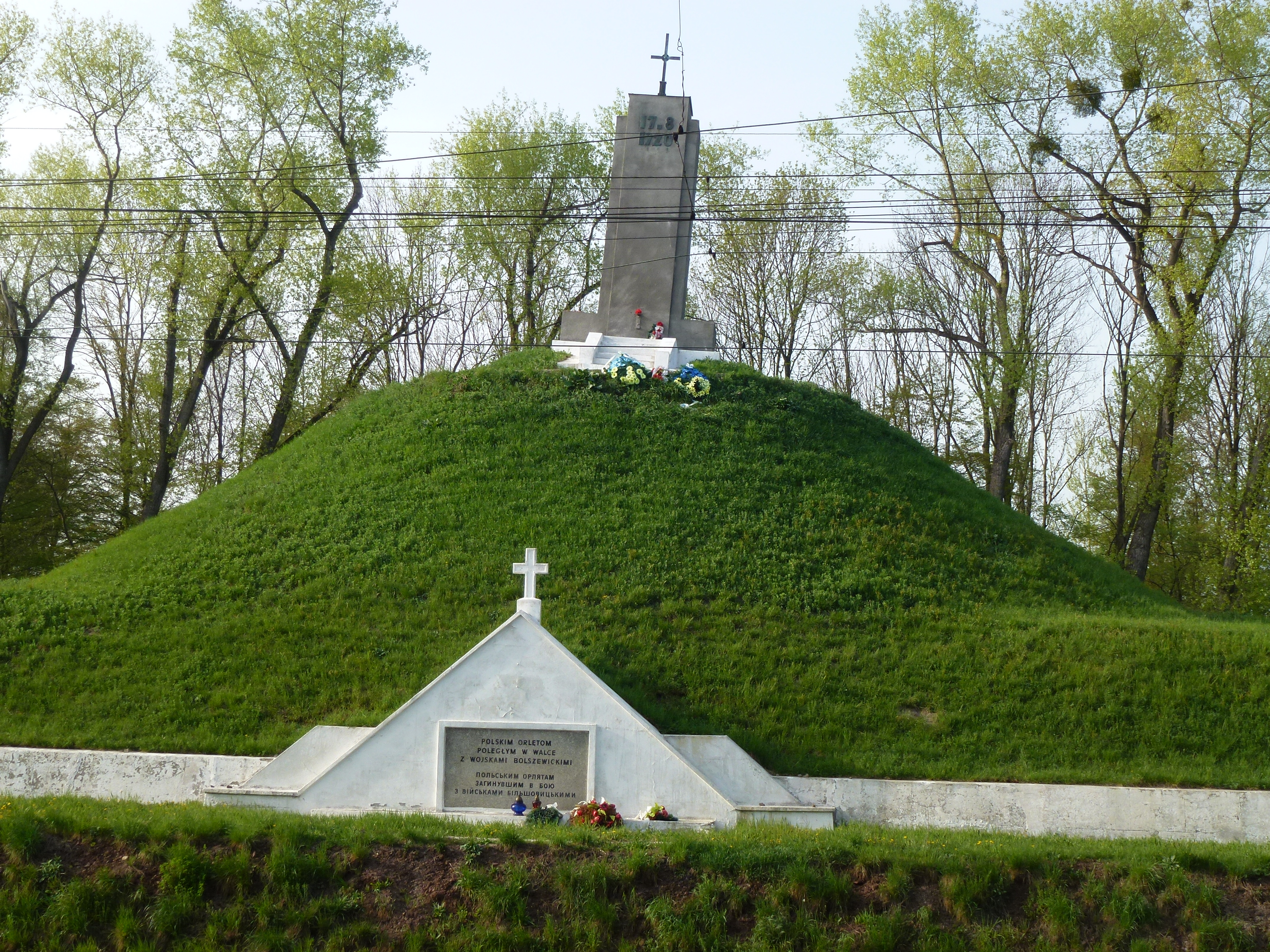
Pomnik polskich bohaterów bitwy pod Zadwórzem na usypanym 20-metrowym kurhanie
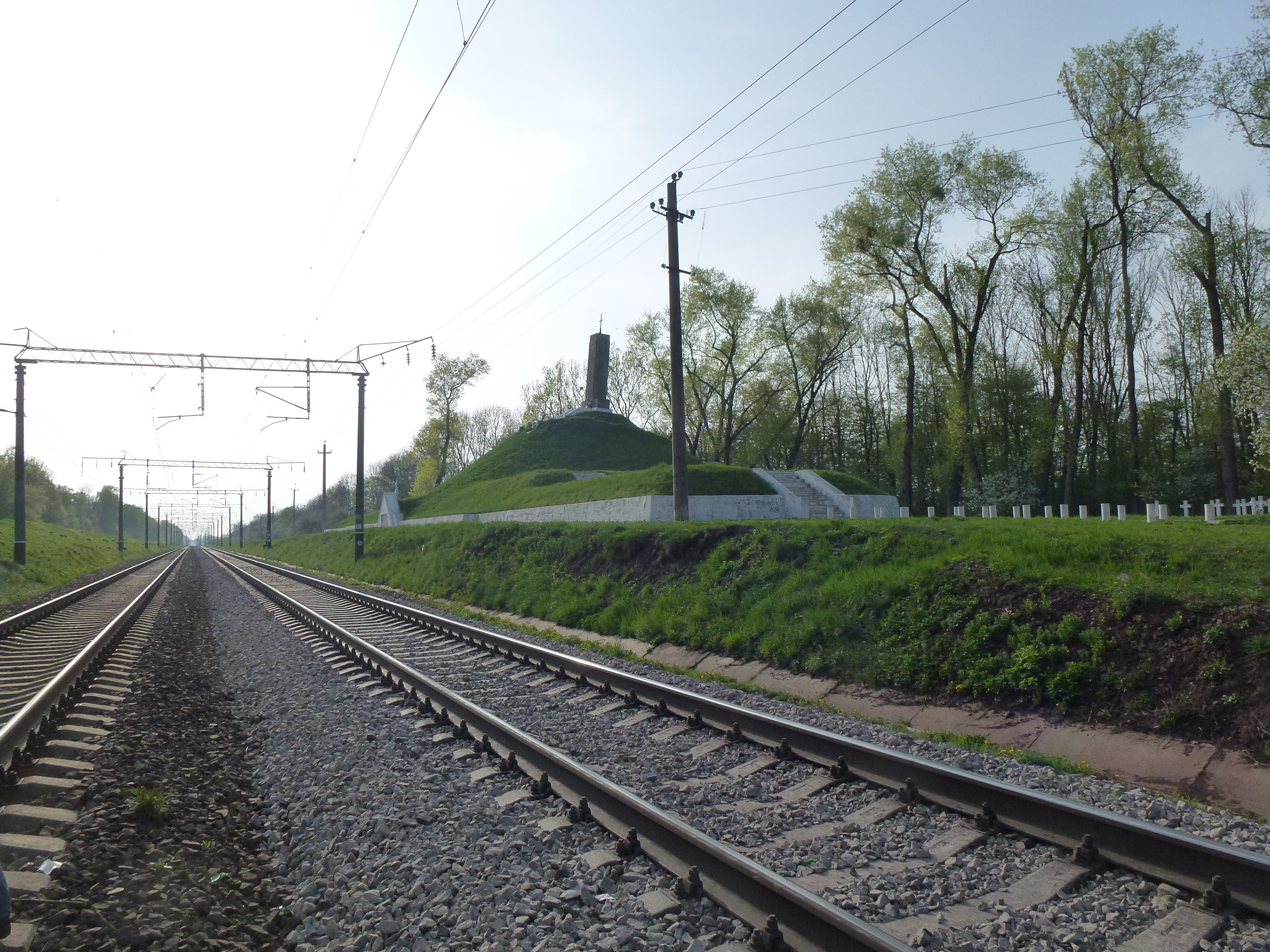
Pomnik polskich bohaterów bitwy pod Zadwórzem – ujęcie z uwzględnieniem przechodzącej przez wieś linii kolejowej